# كنيسة الروم الأرثوذكس (طولكرم)
كنيسة طولكرم للروم الأرثوذكس أو كنيسة القديس جاورجيوس المُقدسة، هي كنيسة أرثوذكسية تاريخية، وأحد الأديرة الأرثوذكسية القديمة، تقع في مدينة طولكرم الفلسطينية، تعد واحدة من أقدم كنائس فلسطين، يعود إنشائها إلى عام 1830م، وقد شارك في إنشائها وترميمها عدة دول، وتعد من الأماكن المقدسة في الأراضي الفلسطينية بحسب الأمم المتحدة، وهي واحدة من الكنائس الأرثوذكسية المقدسة في الضفة الغربية، وإحدى الكنائس الرئيسية في بطريركية الروم الأرثوذكس بالأراضي المقدسة.

القديس جاورجيوس والذي يُعتبر "شفيع اللد وطولكرم وكل فلسطين"

## تاريخ الكنيسة
جرى إنشاء كنيسة ودير الروم الأرثوذكس في وسط مدينة طولكرم بالضفة الغربية، وذلك في عام 1830 في أوائل القرن التاسع عشر الميلادي، في عهد الدولة العثمانية. بلغ عدد مسيحيي طولكرم الأرثوذكس عام 1967 حوالي 1000 شخص مسيحي أرثوذكسي، قبل أن يتناقص العدد بفعل الأوضاع السياسية. من أبرز العائلات المسيحية بمدينة طولكرم: حداد، صباغ، سابا، الدرزي، حبيب، عبد النور، خرعوبة، القرة، نجم، مزبر، أبو عطا، غطاس، العبوة، صرفيان، لويد، اقديس، سداح، خوري، صويص، زند، عواد، رزق، كرنيك، وغيرهم.
شهدت كنيسة طولكرم للروم الأرثوذكس منذ إنشائها الكثير من الأحداث السياسية والعسكرية، كان منها معارك الحرب العالمية الأولى والثانية، ونكبة 1948، ونكسة 1967، وغيرها. مع وقوع أحداث تقسيم فلسطين والنكبة، سارعت الأمم المتحدة في 8 أبريل 1949 على التأكيد بأن كنيسة طولكرم الأرثوذكسية هي واحدة من الأماكن المسيحية المقدسة في فلسطين، وأكدت بأن كنيسة طولكرم الأرثوذكسية هي مكانًا مقدسًا خالصًا تحت وصاية الكنيسة الأرثوذكسية اليونانية. وطالبت الأمم المتحدة وجمعيتها العامة كافة أطراف النزاع بضرورة حماية جميع الأماكن المقدسة في الأراضي الفلسطينية، وضمان حرية الوصول إليها.
في عام 1890 جرى ترميم الكنيسة بشكل كامل، وفي عام 1914 جرى ترميمها من قبل اليونان، كما تم ترميمها من قبل بريطانيا قبل الحرب العالمية الثانية، وفي عام 1942 جرى ترميمها مرة أخرى من قبل اليونان، كما جرى أيضًا ترميمها في الأعوام 1952، و1967. وفي عام 2006 تم تجديد كامل الكنيسة. وفي عام 2015 قامت اليونسكو والحكومة السويدية بترميم اثنين من المباني داخل حرم الكنيسة، وبإشراف كل من اللجنة الرئاسية الفلسطينية العليا للكنائس، ومركز حفظ التراث الثقافي، وبطريركية الروم الأرثوذكس، وبلدية طولكرم.

## موقع الكنيسة
تقع الكنيسة في حي البلدة القديمة وسط مدينة طولكرم، بجوار ميدان جمال عبد الناصر بالمدينة.

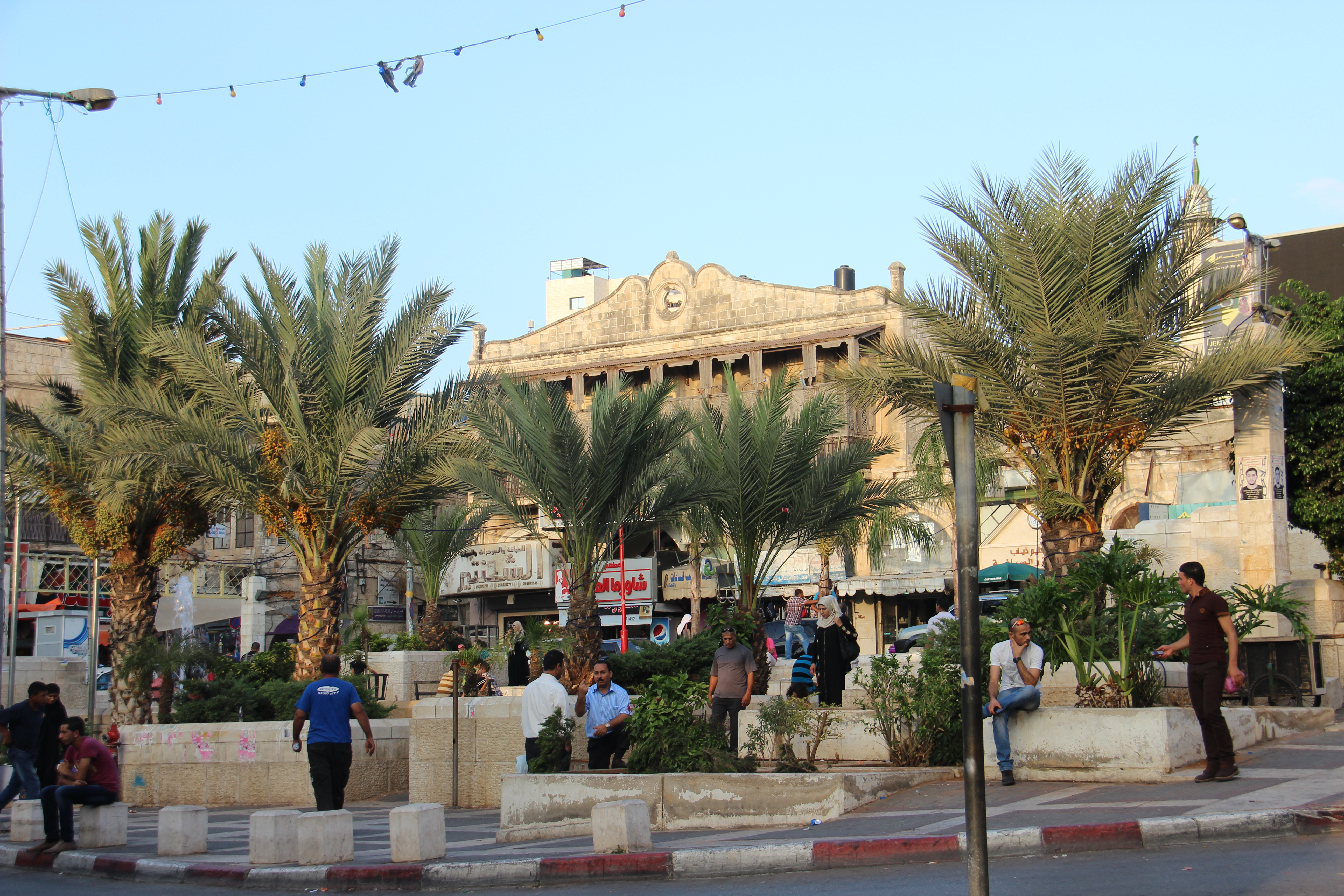
محيط الكنيسة

## الأيقونستاس التاريخي
تحتوي كنيسة طولكرم للروم الأرثوذكس على الأيقونستاس (حائط الأيقونات) التاريخي التذكاري الأثري؛ والذي صنع عام 1943 من قبل قيادة وجنود الجيش اليوناني خلال تواجدهم بطولكرم وفلسطين فترة الحرب العالمية الثانية.

## مرافق الكنيسة
تشكل كنيسة طولكرم للروم الأرثوذكس مجمع مسيحي أرثوذكسي متكامل، حيث يضم حرم الكنيسة:
- ساحات وحديقة.
- مبنى الكنيسة الرئيسي.
- مباني أخرى تستخدم كمركز مسيحي مجتمعي وثقافي، وجمعية أرثوذكسية.[25]

وإلى جانب ذلك، يوجد مقبرة خاصة بالمسيحيين من كافة الطوائف تقع في إحدى أحياء المدينة.

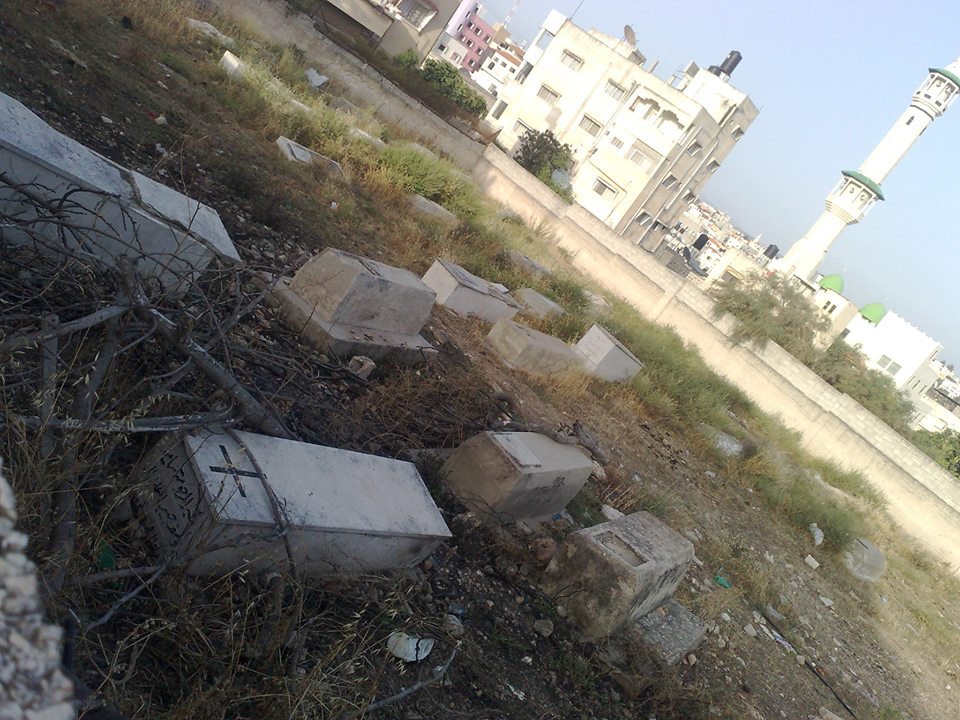
المقبرة المسيحية في مدينة طولكرم
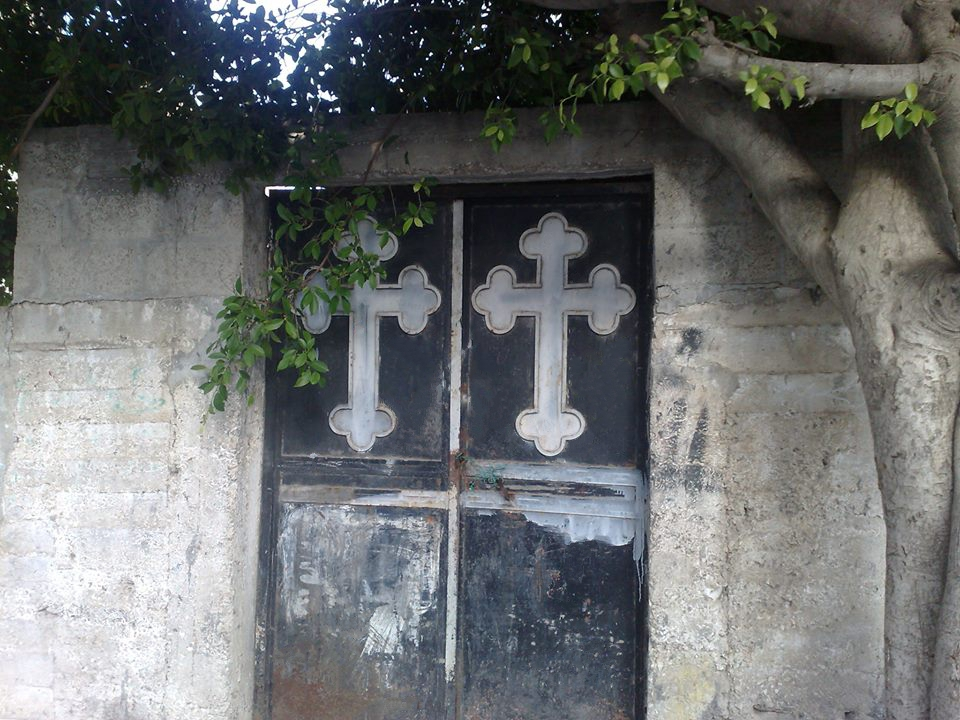
مدخل المقبرة المسيحية بالمدينة

## رؤساء الكنيسة
تعاقب على رئاسة كنيسة طولكرم للروم الأرثوذكس عددٌ من الكهنة ورجال الدين، كان من أبرزهم:
| الاسم                                  | الجنسية | الفترة                 | مُلاحظات                                                                                                | مرجع                        |
| -------------------------------------- | ------- | ---------------------- | --- | --------------------------- |
| الأب الإيكونوموس "جورج عيسى متري عواد" | فلسطيني | 1971 – 1976            | – | [ 28 ]                      |
| الأب الإيكونوموس "عيسى جورج بيزنطي"    | فلسطيني | 1976 – 1980            | – |                             |
| الأب الأرشمندريت "ليونديوس"            | يوناني  | 2015 – أكتوبر 2024     | وكيل الكنسية "داوود خرعوبة"                                                                            | [ 29 ] [ 30 ] [ 18 ] [ 31 ] |
| الأب "إسحاق عطا الله"                  | أردني   | أكتوبر 2024 – حتى الآن | - وكيل الكنسية "داوود خرعوبة". - الأرشمندريت "سلوانس حنونة" مشرفًا عامًا لمنطقة طولكرم منذ 15 مايو 2025. | [ 1 ] [ 34 ] [ 35 ]         |

## المناسبات والزيارات
تقام في كنيسة طولكرم للروم الأرثوذكس كافة المناسبات الدينية، منها عيد الميلاد، والصوم الكبير، وتذكار نقل رفات القديس جاورجيوس، وغيرها.
مناسبة عيد الميلاد المجيد:

تحضر وفود رسمية وسياسية وعسكرية ودينية إلى الكنيسة في مناسبة عيد الميلاد، كان أحدثها مناسبة عيد الميلاد بالكنيسة عام 2023، وعام 2022، وعام 2021، وعام 2020، وعام 2019، وعام 2018، وغيرها من الأعوام.
جرى في الكنيسة إحياء عدة مناسبات دينية بحضور ديني رفيع، كان من هذه المناسبات:
- القداس الإلهي برئاسة المطران عطا الله حنا،[42] يوم الأحد 11 أكتوبر 2009،[43] وألقى المطران كلمة دينية وتوجيهية مما جاء فيها: «كنيستنا وإيماننا وتراثنا المسيحي في هذه البلاد هو جزء أساسي من مكونات وحضارة وثقافة هذا الشعب وهذه الأمة».[44]

- القداس الديني برئاسة المطران عطا الله حنا،[45] بتاريخ 28 فبراير 2012،[46] بمناسبة الصوم الأربعيني المقدس،[47] مع عظة روحية وكلمة دينية بهذه المناسبة.[48]

كما احتضنت الكنيسة عددًا من المناسبات الهامة على مستوى المنطقة، كان منها:
- القداس الديني برئاسة البطريرك ثيوفيلوس الثالث وبرفقة لفيف من المطارنة ورجال الدين، يوم الأحد 10 سبتمبر 2006، وبحضور العشرات من مسيحيي طولكرم الأرثوذكس.[49]

- القداس الإلهي برئاسة البطريرك ثيوفيلوس الثالث، يوم الأحد 10 فبراير 2013، بمناسبة الاستعداد للصوم الكبير المقدس، وبمشاركة كل من رئيس أساقفة قسطنطين، ورئيس كنيسة الفحيص الأردنية للروم الأرثوذكس، ورئيس كنيسة بئر يعقوب، وعدد من رجال الدين، وبحضور مسيحيي طولكرم الأرثوذكس.[50] وقدم البطريرك ثيوفيلوس الثالث كلمته الكاملة في الكنيسة بمناسبة استعداد مسيحيي العالم للصوم الكبير المقدس، ومما جاء في كلمته: «إن كنيستنا الأرثوذكسية المقدسة تمر في مرحلة الاستعداد للصوم الكبير المقدس، وإن كنيستنا المقدسة تدعونا لأن نلج هذا الصيام بتوبة صادقة وحقيقية».[51]

- القداس الإلهي برئاسة البطريرك ثيوفيلوس الثالث،[27] يوم الأحد 30 مارس 2014،[13] بمناسبة أحد القديس يوحنا السلمي،[13] وبمشاركة رئيس أساقفة قسطنطينية،[52] ومجموعة من رجال الدين،[53] وبحضور مسيحيي طولكرم الأرثوذكس.[54] وألقى البطريرك ثيوفيلوس الثالث كلمة في الكنيسة موجهة لعموم مسيحي العالم بمناسبة الأحد الرابع من الصوم،[55] ومما جاء في كلمته: «نعمة الروح القدس جمعتنا بحفاوة في هذا اليوم المبارك، ألا وهو الأحد الرابع من الصيام المبارك، حيث نحتفل بتذكار القديس البار يوحنا السلمي ساجدين وشاكرين بملء قلوبنا للثالوث القدوس المحيي».[56]

واستقبلت شخصيات رسمية أخرى في الكنيسة خلال زيارتهم لها، كان منهم:
- زيارة للكنيسة بتاريخ 31 ديسمبر 2018، من قبل السياسية الفلسطينية دلال سلامة إلى جانب محافظ طولكرم عصام أبو بكر وشخصيات أخرى.[57]

- زيارة تفقدية للكنيسة بتاريخ 3 يوليو 2021، من قبل وزير الثقافة الفلسطيني عاطف أبو سيف على رأس وفد ثقافي وديني.[58]

## جمعية طولكرم الأرثوذكسية
أنشئت الجمعية الأرثوذكسية في مدينة طولكرم عام 1890، وقد تولى رئاستها وإدارتها عدد من مسيحيي طولكرم الأرثوذكس، كان من أبرزهم المحامي خليل صباغ والذي كان أحد قادة فلسطين المحليين في زمن الانتداب البريطاني، وقد لعبت الجمعية برئاسته دورًا بارزًا في مقارعة الانتداب البريطاني في فلسطين، حيث أقامت الجمعية المظاهرات والاحتجاجات والفعاليات ضد الانتداب البريطاني ووعد بلفور والهجرة اليهودية إلى فلسطين، كما نفذت الجمعية بقيادة الصباغ أوائل عام 1923 هجومًا على مستعمرة الخضيرة اليهودية القريبة من طولكرم. كان أيضًا ممن تولى إدارة الجمعية كل من «حنا أبو عطا» و«خليل الخوري» و«سليم الدرزي»، ثم «نعيم أبو عطا» خلال فترة الأربعينيات والخمسينيات، وغيرهم. يرأس الجمعية اليوم «داوود خرعوبة».

## شخصيات تعمدت في الكنيسة
تعمد في كنيسة طولكرم للروم الأرثوذكس عدد كبير من الفلسطينيين المسيحيين على مدى سنوات طويلة، كان من أبرزهم:
- بشير نجم، عالم جغرافيا ومؤرخ ومفكر فلسطيني، وقد تعمد في الكنيسة عند ولادته عام 1936.[63]

## معرض صور

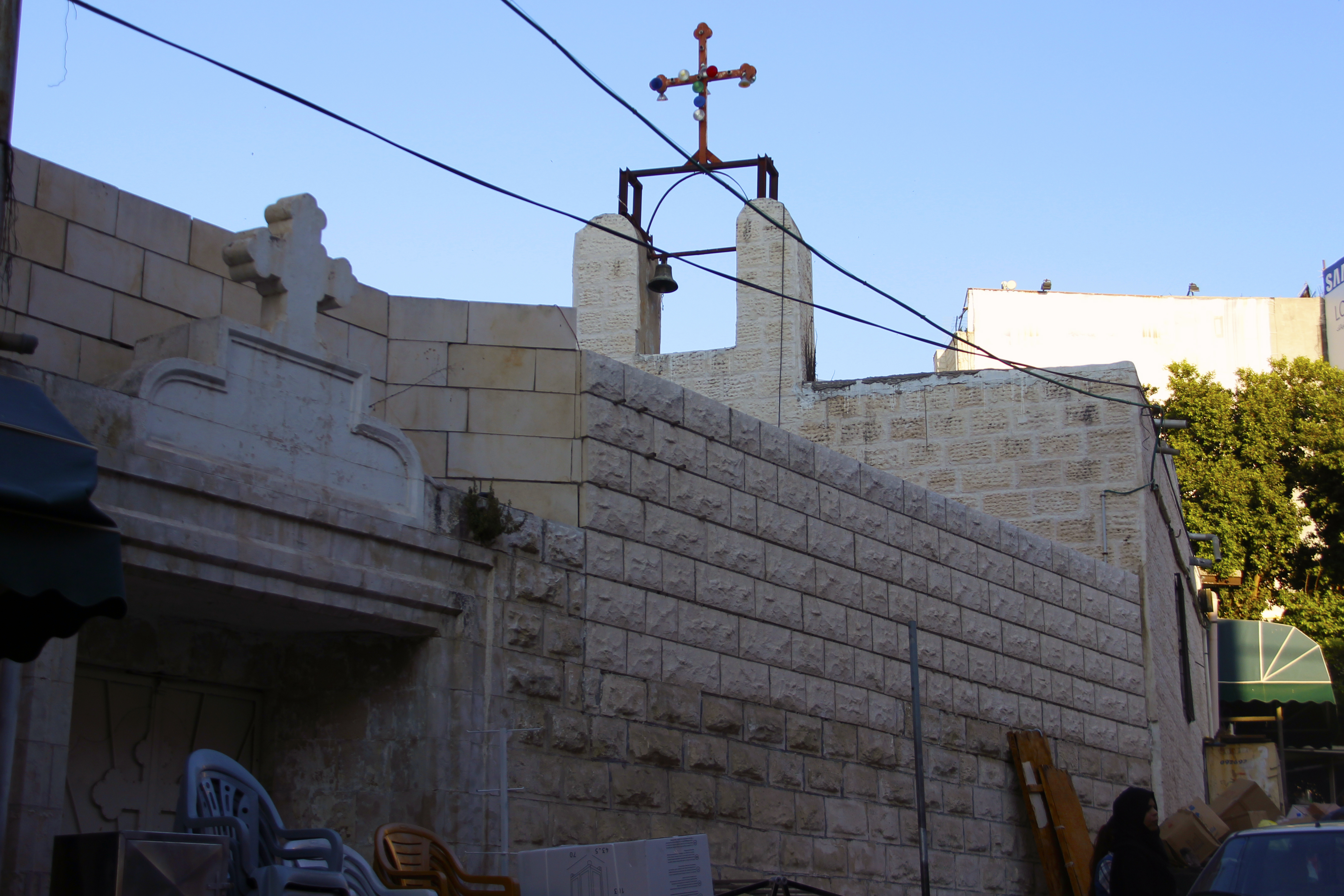
جانب من مبنى الكنيسة من الخارج

## وصلات خارجية
- كلمة بطريرك الأراضي المقدسة ثيوفيلوس الثالث في كنيسة طولكرم للروم الأرثوذكس بمناسبة الاستعداد للصوم الكبير المقدس، الأحد 10 فبراير 2013.
- كلمة بطريرك الأراضي المقدسة ثيوفيلوس الثالث في كنيسة طولكرم للروم الأرثوذكس بمناسبة الأحد الرابع من الصوم، الأحد 30 مارس 2014.
- الكنائس المقدسة في الضفة الغربية.
- صورة: مسيحيو طولكرم أثناء تأديتهم للصلاة في كنيسة طولكرم للروم الأرثوذكس.
- أجواء عيد الميلاد المجيد 2021 في كنيسة طولكرم للروم الأرثوذكس.